# The God That Failed
«The God That Failed» es la décima canción del quinto álbum de estudio homónimo, Metallica, del grupo musical estadounidense de thrash metal Metallica, lanzado en 1991. A pesar de no ser lanzada como un sencillo, fue la primera canción que el público logró escuchar del nuevo disco. Para muchos es conocida como una canción que muestra lo que nadie quiere decir sobre la religión, acerca de que no se puede tener fe en que Dios va a curar nuestros males por solo rezar y tener fe, a veces es necesaria la ciencia para curar enfermedades. Fue interpretada por primera vez en 1994. 
La canción comienza con un riff de bajo, instrumento perfectamente audible durante todo el álbum, a diferencia del anterior álbum ... And Justice for All.
Es la primera canción de Metallica afinada en E♭, en vez de en E. Los siguientes álbumes (exceptuando St. Anger, Death Magnetic y Hardwired... to Self-Destruct), y desde 1995 en vivo, sería interpretada en esta afinación.

## Significado
La letra de esta canción habla acerca de la fe y cómo el ser humano se aferra a ella. El tema central de la canción es acerca de un creyente en un dios que falla al tratar de curarlo. El material para la letra, nuevamente, refleja los sentimientos e ideas de James Hetfield acerca de la fe y muerte de su madre. Ella junto a su esposo e hijo, estaba ligada a una secta cristiana y no aceptó ninguna ayuda que los hospitales estaban dispuestos a ofrecerles para tratar su situación de cáncer, dando como resultado su muerte.

## Créditos
- James Hetfield: Voz y guitarra rítmica.
- Kirk Hammett: Guitarra líder.
- Jason Newsted: Bajo eléctrico y coros.
- Lars Ulrich: Batería y percusión.